# Elacatinus digueti
Elacatinus digueti är en fiskart som först beskrevs av Pellegrin, 1901.  Elacatinus digueti ingår i släktet Elacatinus och familjen smörbultsfiskar. IUCN kategoriserar arten globalt som livskraftig. Inga underarter finns listade i Catalogue of Life.